# Милс (Вајоминг)
Милс (енгл. Mills) град је у америчкој савезној држави Вајоминг.

## Демографија
По попису из 2010. године број становника је 3.461, што је 870 (33,6%) становника више него 2000. године.
| Група             | 2000.         | 2010.         |
| Белци             | 2.394 (92,4%) | 3.133 (90,5%) |
| Афроамериканци    | 12 (0,5%)     | 15 (0,4%)     |
| Азијати           | 6 (0,2%)      | 6 (0,2%)      |
| Хиспаноамериканци | 102 (3,9%)    | 226 (6,5%)    |
| Укупно            | 2.591         | 3.461         |